# Phoenicurus coeruleocephala
Phoenicurus coeruleocephala е вид птица от семейство Muscicapidae.

## Разпространение
Видът е разпространен в Афганистан, Бутан, Индия, Китай, Казахстан, Киргизстан, Непал, Пакистан, Таджикистан и Узбекистан.